# Географија Тајвана
Тајван, званично Република Кина, острвска је држава у источној Азији. Главно острво Тајвана, које је на енглеском познато као Формоса, чини 99% површине коју контролише Република Кина (Тајван), површине 35.808 km2 (13.826 sq mi) и лежи око 180 km (112 mi) дуж Тајванског мореуза од југоисточне обале континенталне Кине. Источно кинеско море је на његовом северу, Филипинско море на његовом истоку, Лузонски мореуз директно на његовом југу и Јужно кинеско море на његовом југозападу. Мања острва налазе се у Тајванском мореузу, укључујући архипелаг Пенгу, острва Кинмен и Матсу близу кинеске обале и нека острва у Јужном кинеском мору. 
Главно острво је накривљени блок раседа, који карактерише контраст између источне две трећине, које се састоје углавном од пет набраних планинских ланаца паралелних са источном обалом, и равних до благо таласастих равница западне трећине, где пребива већина тајванског становништва. Постоји неколико врхова преко 3.500 м, а највиши је Ју Шан са 3.952 m (12.966 ft), чинећи Тајван четвртим острвом по висини на свету. Тектонска граница која је формирала ове низове је и даље активна и острво доживљава многе земљотресе, од којих је било неколико врло деструктивних. Такође у Тајванским мореузима има много активних подводних вулкана. 
Клима се креће од тропске на југу до суптропске на северу, а њом управља источноазијски монсун. Главно острво погађају у просеку четири тајфуна сваке године. Источне планине су обилно пошумљене и дом разноликим врстама дивљих животиња, док је коришћење земљишта у западној и северној низији интензивно. 

## Физичке границе
Укупна копнена површина Тајвана износи 32 260 км², што представља средњу величину, између Белгије и Холандије. Има обалну линију дужине 1 566,3 км. Полаже право на ексклузивну економску зону од 83 231 км² са 370,4 km (200,0 nmi) и територијално море од 22,2 km (12,0 nmi). 
Главно острво архипелага, на западу је био познато до после Другог светског рата под именом Формоса, од португалског назива Ilha Formosa, „прелепо острво“. Дугачко је 394 км и широко 144 км, и има површину од 35 808 км². Најсевернија тачка острва је Кејп Фугуи у Шимен дистрикту Њу Тајпеја. Централна тачка острва је у граду Пули, округ Нантоу. Најјужнија тачка на острву је рт Елуанби у граду Хенгчун, округ Пингтунг. 
Острво Тајван одвојено је од југоисточне обале Кине Тајванским мореузом, који се креће од 220 км у својој најширој тачки до 130 км на најужем делу. Мореуз није дубљи више од 100 м и био је копнени мост током периода глацијација.
На југу је острво Тајван одвојено од филипинског острва Лузон Лузонским мореузом ширине 250 км. Јужнокинеско море лежи на југозападу, Источно кинеско море на северу, а Филипинско море на истоку. Острво Ниушан у селу Нанлаи, град Аокиан, округ Пингтан, округ Фузхоу, Фујиан, најближе је острво Тајвану (главно острво) под управом Кине (НРК).
Мања острва архипелага укључују острва Пенгу у Тајванском мореузу 50 км западно од главног острва, површине 127 км², мало острво Ћаолучу крај југозападне обале, и острво Орхидеја и Зелено острво на југоистоку, одвојено од најсевернијих острва Филипина каналом Баши. Острва Кинмен и Матсу у близини обале Фуђен преко Тајванског мореуза имају укупну површину од 180 км².

## Геологија
Острво Тајван настало је пре приближно 4 до 5 милиона година на сложеној конвергентној граници између Филипинске морске плоче и Евроазијске плоче. На граници дуж острва и настављајући према југу у вулканском луку Лузон (укључујући Зелено острво и острво Орхидеја), Евроазијска плоча клизи испод Филипинске морске плоче. 
Већина острва састоји се од огромног блока раседа нагнутог према западу. Западни део острва и већи део централне области чине седиментне наслаге састругане са силазне ивице Евроазијске плоче. На североистоку острва, и настављајући према истоку у вулканском луку Рјукју, Филипинска морска плоча клизи испод Евроазијске плоче. 
Тектонска граница је активна, и Тајван сваке године доживи 15.000 до 18.000 земљотреса, од којих људи примете 800 до 1.000. Најкатастрофалнији недавни земљотрес био је земљотрес Чи-Чи, магнитуде 7,3, који се догодио у центру Тајвана 21. септембра 1999. године, усмртивши више од 2.400 људи. 4. марта 2010. године земљотрес јачине 6,4 погодио је југозапад Тајвана у планинском подручју округа Каошан. Још један већи земљотрес догодио се 6. фебруара 2016. године, јачине 6,4 степена. Таинан је највише оштећен, са 117 смртних случајева, од којих је већина проузрокована рушењем 17-спратне стамбене зграде.

## Терен
Терен на Тајвану подељен је на два дела: равне до нежно таласасте равнице на западу, где живи 90% становништва, и углавном сурове планине прекривене шумом на истоку. 
Источним делом острва доминира пет планинских ланаца, сваки који иде од север-североистока до југ-југозапада, отприлике паралелно са источном обалом острва. Обухватају више од две стотине врхова са надморском висином од преко 3 000 м.
Средишњи планински ланац протеже се од Су'аоа на североистоку до Елуанбија на јужном врху острва, формирајући гребен високих планина и служећи као главно поречје острва. Планине су претежно састављене од тврдих стенских формација отпорних на временске непогоде и ерозију, иако су обилне кише дубоко остругале стране клисурама и оштрим долинама. Источна страна Средишњег планинског венца је најстрмија планинска падина на Тајвану, са раседима у висини од 120 до 1 200 м. Национални парк Тароко, на стрмој источној страни ланца, има добре примере планинског терена, клисура и ерозије изазване брзим рекама. 
Планински ланац Источне обале протеже се низ источну обалу острва од ушћа реке Хуалиен на северу до округа Таитунг на југу и углавном се састоји од пешчара и шкриљаца. Од Централног ланца одвојен је уском долином Хуатунг, на надморској висини од 120 м. Иако Синкеншхен (新港 山), највиши врх, достиже коту од 1 682 м, већи део подручја чине велика брда. Низ бокове теку мали потоци, али само једна велика река пресеца ланац. Негостољубиви предели се налазе у западном подножју ланца, где је ниво подземне воде најнижи, а стенске формације најмање отпорне на временске утицаје. Подигнути корални гребени дуж источне обале и честе појаве земљотреса у долини расцепа указују да блок раседа и даље расте. 
Простори западно од централног ланца подељени су у две групе раздвојене басеном језера Сунце - Месец у центру острва. Реке Даду и Ћоушуи теку са западних падина Централног ланца до западне обале острва. 
Венац Шушан лежи на северозападу Централног планинског венца, почев од североисточног шпица острва, и расте док се протеже југозападно према округу Нантоу. Шушан, главни врх, је на 3 886 м. 
Планински низ Јушан пролази дуж југозападног бока Централног венца. Обухвата највиши врх острва, Ју Шан („планина жада“) од 3 952 м,    што чини Тајван четвртим острвом на свету по висини и највиша је тачка у западном делу Тихог океана изван полуострва Камчатка, високих планина Нове Гвинеје и планине Кинабалу.
Планински низ Алишан лежи западно од ланца Јушан, преко долине реке Каопинг. Подручје има велике надморске висине између 1 000 и 2 000 м. Главни врх, планина Дата (大 塔山), диже се до 2 663 м. 
Испод западних подножја ланца, леже уздигнуте терасе формиране од материјала еродираног са венца. То укључује висораван Линкоу, висораван Таојуан и висораван Даду. Око 23% тајванске копнене површине чине плодне алувијалне равнице и базени које наливају реке које теку са источних планина. Преко половине овог земљишта лежи у равници Чианан на југозападу Тајвана, са мањим подручјима у равници Пингтунг, базену Таичунг и базену Тајпеј. Једина значајна равница на источној обали је равница Јилан на североистоку.

## Клима
Острво Тајван лежи преко Северног повратника, а на његову климу утиче источноазијски монсун. Северни Тајван има влажну суптропску климу, са значајним сезонским променама температура, док делови централног и већег дела југа имају тропску монсунску климу где су сезонске температурне разлике мање приметне са температурама које обично варирају од топле до вруће. Током зиме (од новембра до марта) на североистоку се јавља стална киша, док су централни и јужни делови острва углавном сунчани. На летњи монсун (од маја до октобра) отпада 90% годишњих падавина на југу, али само 60% на северу. Просечна количина падавина је приближно 2.600 мм годишње.
Тајфуни ће се највероватније јављати између јула и октобра, са просечно око четири директна удара годишње. Интензивна киша из тајфуна често доводи до катастрофалних клизишта. 

## Флора и фауна
Пре обимног насељавања људи, вегетација се на Тајвану кретала од тропских прашума у низијама преко умерених шума, тајги и алпских биљака са повећањем надморске висине. Већина равница и низијских брда на западу и северу острва су очишћене за пољопривредну употребу још од доласка кинеских имиграната током 17. и 18. века. Међутим, планинске шуме су веома разнолике, са неколико ендемских врста попут форможанског чемпреса (Chamaecyparis formosensis) и тајванске јеле (Abies kawakamii), док је камфорни ловор (Cinnamomum camphora) некада такође био распрострањен на нижим надморским висинама. 
Тајван је средиште ендемизма птица (видети Списак ендемских птица Тајвана - на енглеском). 
Пре индустријализације земље, планинска подручја су садржавала неколико ендемских животињских врста и подврста, као што су Свајнхов фазан (Lophura swinhoii), тајванска плава сврака (Urocissa caerulea), тајвански тачкасти јелен (Cervus nippon taiwanensis или Cervus nippon taiouanus), тајванска зракоперка (Oncorhynchus masou formosanus). Неколико њих је сада изумрло, а многе су проглашене угроженим врстама. 
Тајван је имао релативно мало месождера, укупно 11 врста, од којих је тајвански облачасти леопард вероватно изумро, а видра ограничена на острво Кинмен . Највећи месождер је форможански црни медвед (Selanarctos thibetanus formosanus), ретка и угрожена врста.
Девет националних паркова на Тајвану представљају разнолике терене, флору и фауну архипелага. Национални парк Кентинг на јужном врху Тајвана садржи уздигнуте коралне гребене, влажне тропске шуме и морске екосистеме. Национални парк Јушан има алпски терен, планинску екологију, врсте шума које се разликују по надморској висини и остатке древног пута. Национални парк Јангмингшан има вулканску геологију, термалне изворе, водопаде и шуму. Национални парк Тароко има мермерни кањон, литицу и планине. Национални парк Шеи-Па има алпске екосистеме, геолошки терен и долинске водотоке. Национални парк Кинмен има језера, мочваре, топографију обале, острво прилагођено флори и фауни. Национални парк Атол Донгша има атоле гребена Пратас због интегритета, јединствену морску екологију, биодиверзитет и кључно је станиште морских ресурса Јужног кинеског мора и Тајванског мореуза.

## Природни ресурси
Природни ресурси на острвима укључују мала налазишта злата, бакра, угља, природног гаса, кречњака, мермера и азбеста. Острво чини 55% шума (углавном на планинама) и 24% обрадивих површина (углавном у равницама), а 15% одлази у друге сврхе. 5% су трајни пашњаци, а 1% трајни усеви. 
Због интензивне експлоатације током пред-модерне и модерне историје Тајвана, минерални ресурси острва (нпр. угаљ, злато, мермер), као и резерве дивљих животиња (нпр. јелени), практично су исцрпљени или нестали. Штавише, већина његових шумских ресурса, посебно јеле, сечене су током јапанске владавине за изградњу храмова и од тада се тек мало опорављају. До данас шуме не доприносе значајној производњи дрвета, углавном због бриге око трошкова производње и прописа о заштити животне средине. 

### Пољопривреда
Неколико природних ресурса са значајном економском вредношћу који су преостали на Тајвану у основи су повезани са пољопривредом. Шећерна трска и пиринач гаје се на западу Тајвана од 17. века. Вађење камфора и прерада шећерне трске играли су важну улогу у извозу Тајвана од краја 19. века до прве половине 20. века. Значај ових индустрија касније је опао не због исцрпљивања ових природних ресурса, већ углавном због пада међународне потражње. (April 2017)"
Домаћа пољопривреда (пиринач је доминантна врста усева) и рибарство задржавају значај у извесној мери, али их је страни увоз увелико оспорио од приступања Тајвана Светској трговинској организацији 2001. године. Пољопривреда се сада у великој мери ослања на маркетинг и извоз специјалних усева, као што су банана, гуава, личи, каранфиловац и планински чај.

### Извори енергије
Тајван има значајна лежишта угља и нека безначајна налазишта нафте и природног гаса. Ажурирано: 2010., нафта чини 49,0% укупне потрошње енергије. Следи угаљ са 32,1%, затим нуклеарна енергија са 8,3%, природни гас (домаћи и течни) са 10,2% и енергија из обновљивих извора са 0,5%. Тајван има шест нуклеарних реактора и два у изградњи.  Готово сва нафта и гас за транспорт и потребе за електричном енергијом морају се увести, што Тајван чини посебно осетљивим на осцилације цена енергије. Тајван је богат изворима енергије ветра, са ветропарковима и на копну и на мору, мада ограничена површина копна фаворизује приобалне ресурсе ветра.  Промовишући обновљиву енергију, влада Тајвана нада се да ће такође помоћи индустрији за производњу обновљиве енергије која се тек ствара и развити је на извозно тржиште. 

## Популација
Тајван има више од 23 милиона становника, од којих велика већина живи у равницама близу западне обале острва. Острво је високо урбанизовано са скоро 9 милиона људи који живе у метрополском подручју Тајпеј - Килунг на северном крају и по преко 2 милиона у урбаним областима Каошанг и Таичунг.
Тајвански староседеоци чине приближно 2% становништва, а сада углавном живе у планинском источном делу острва.  Већина научника верује да су њихови преци стигли на Тајван морем између 4000. и 3000. п. н. е., вероватно са копна.
Хан Кинези чине преко 95% становништва. Досељеници из јужног Фуђена почели су да обрађују подручје око модерних Тајнана и Каошанга од 17. века, касније се ширећи по западној и северној равници и апсорбујући староседелачко становништво тих подручја. Народ Хака из источног Гуангдунга стигли су касније и населили подножје дубље у унутрашњости, али кршевите планине источне половине острва остале су ексклузивни резерват староседелаца до почетка 20. века. Још 1,2 милиона људи из читаве континенталне Кине ушли су на Тајван на крају кинеског грађанског рата 1949.

### Животна средина
Нека подручја на Тајвану са великом густином насељености и многим фабрикама погођена су великим загађењем. Најзначајнија подручја су јужна предграђа Тајпеја и западни део од Тајнана до Лин Јуана, јужно од Каошанга. Крајем 20. века Тајпеј је претрпео велико загађење ваздуха возилима и фабрикама, али након што је влада захтевала обавезну употребу безоловног бензина и 1987. године основала Управу за заштиту животне средине ради регулисања квалитета ваздуха, квалитет ваздуха на Тајвану се значајно побољшао. Моторни скутери, посебно старије или јефтиније двотактне верзије, које су свуда присутне на Тајвану, непропорционално доприносе загађењу ваздуха у градовима. 
Остала еколошка питања укључују загађење воде индустријским емисијама и отпадним водама, загађење залиха воде за пиће, трговину угроженим врстама и одлагање радиоактивног отпада ниског нивоа. Иако регулација емисије сулфатног аеросола услед сагоревања нафте постаје строга, киселе кише и даље представљају претњу по здравље становника и шума. Научници на Тајвану процењују да више од половине загађивача који узрокују тајванску киселу кишу носе монсунски ветрови из континенталне Кине.

### Цитати
1. 1 2  „Taiwan”. The World Factbook. United States Central Intelligence Agency. Архивирано из оригинала 29. 12. 2010. г. Приступљено 6. 5. 2019.
2. ↑  „Law on the Exclusive Economic Zone and the Continental Shelf of the Republic of China (中華民國專屬經濟海域及大陸礁層法)”. Приступљено 21. 5. 2007.[мртва веза]
3. ↑  „Chapter 3: History” (PDF). The Republic of China Yearbook 2011. Government Information Office, Republic of China (Taiwan). 2011. стр. 46. Архивирано из оригинала (PDF) 14. 5. 2012. г..
4. 1 2  „1.1 Number of Villages, Neighborhoods, Households and Resident Population”. Monthly Bulletin of Interior Statistics. Ministry of the Interior, Republic of China (Taiwan). новембар 2012. Архивирано из оригинала (XLS) 29. 3. 2014. г.
5. 1 2 3 4 5 6 7 8 9 10 11 12 13  Exec. Yuan (2014).
6. ↑  Chang, K.C. (1989). translated by W. Tsao, ed. by B. Gordon. „The Neolithic Taiwan Strait” (PDF). Kaogu. 6: 541—550, 569. Архивирано из оригинала (PDF) 18. 4. 2012. г. Приступљено 30. 11. 2017.
7. ↑  National Taiwan Normal University, Geography Department. „Geography of Taiwan: A Summary”. Архивирано из оригинала 14. 12. 2007. г. Приступљено 21. 5. 2007.
8. ↑  台灣海峽——平潭島東端的牛山島 (на језику: кинески). 13. 5. 2019. Приступљено 1. 4. 2020. „仔細研究地圖發現大陸與台灣兩地最接近的地方至少也有125海里，這個地點就是福建省平潭縣海壇島（即平潭島）東端的——牛山島。”[мртва веза]
9. ↑  Williams, Jack Francis; Chang, David (2008). Taiwan's Environmental Struggle: Toward a Green Silicon Island. Routledge. стр. 3. ISBN 978-0-415-44723-2.
10. ↑  „The Geology of Taiwan”. Department of Geology, National Taiwan Normal University. Архивирано из оригинала 22. 2. 2008. г.
11. ↑  „Geology of Taiwan”. Department of Geology, University of Arizona. Архивирано из оригинала 05. 12. 2010. г. Приступљено 10. 09. 2020.
12. ↑  „GSHAP Region 8: Eastern Asia”. Global Seismic Hazard Assessment Program. Архивирано из оригинала 30. 5. 2012. г. Приступљено 12. 2. 2012.
13. ↑  Theodorou, Christine; Lee, Andrew (3. 3. 2010). „6.4-magnitude quake hits southern Taiwan”. CNN.com. Архивирано из оригинала 05. 03. 2010. г. Приступљено 4. 3. 2010.
14. ↑  „Body of last victim of apartment collapse in Tainan found”. Focus Taiwan. 18. 2. 2016. Архивирано из оригинала 09. 03. 2016. г. Приступљено 10. 09. 2020.
15. ↑  Reported by Taiwan's National Geographic Information System Steering Committee (NGISSC Архивирано на веб-сајту  (21. новембар 2008))
16. ↑  „Tallest Islands of the World – World Island Info web site”. Worldislandinfo.com. Архивирано из оригинала 01. 02. 2017. г. Приступљено 1. 8. 2010.
17. ↑  Tsukada, Matsuo (1966). „Late Pleistocene vegetation and climate of Taiwan (Formosa)”. Proceedings of the National Academy of Sciences of the United States of America. 55 (3): 543—548. Bibcode:1966PNAS...55..543T. PMC 224184 . PMID 16591341. doi:10.1073/pnas.55.3.543.
18. ↑  „Otter Conservation in Kinmen”. Kinmen County Government. Архивирано из оригинала 21. 09. 2021. г. Приступљено 14. 8. 2020.
19. ↑  Chiang, Po-Jen; Kurtis Jai-Chyi Pei; Michael R. Vaughan; Ching-Feng Li (2012). „Niche relationships of carnivores in a subtropical primary forest in southern Taiwan” (PDF). Zoological Studies. 51: 500—511. Архивирано из оригинала (PDF) 12. 05. 2013. г. Приступљено 10. 09. 2020.
20. ↑  National Parks of Taiwan Архивирано 2017-12-16 на сајту , Construction and Planning Agency, Ministry of the Interior, ROC (Taiwan).
21. ↑  Taiwan Panorama (17. 7. 2008). „Chinkuashih's Gold Ecological Park brings history to life”. Ministry of Foreign Affairs, Republic of China (Taiwan). Taiwan Today. Архивирано из оригинала 27. 12. 2019. г. Приступљено 3. 12. 2019.
22. ↑  Energy Statistics Handbook Архивирано 2012-04-25 на сајту , Bureau of Energy, Ministry of Economic Affairs, 2010.
23. ↑  „Taiwan's Energy Policy and Supply-Demand Situation”. Bureau of Energy, Ministry of Economic Affairs. Архивирано из оригинала 22. 5. 2012. г.
24. ↑  „Taiwan: metropolitan areas”. World Gazetteer. Архивирано из оригинала 12. 5. 2013. г. Приступљено 19. 12. 2012.
25. ↑  Thomson, John (1898), English: Through China with a camera (PDF), Архивирано (PDF) из оригинала 20. 01. 2022. г., Приступљено 5. 12. 2017, see: Appendix- The Aboriginal Dialects of Formosa, page 275 – 284
26. ↑  Jiao 2007, стр. 91–94
27. ↑  Knapp, Ronald G. (1999). „The shaping of Taiwan's landscapes”.  Ур.: Rubinstein, Murray A. Taiwan: a new history. Armonk, N.Y.: M.E. Sharpe. стр. 1—26. ISBN 978-0-7656-1494-0.
28. ↑  „Taiwan: Environmental Issues”. Country Analysis Brief – Taiwan. United States Department of Energy. октобар 2003. Архивирано из оригинала 7. 10. 2006. г. Приступљено 8. 3. 2006. „The government credits the APC system with helping to reduce the number of days when the country's pollution standard index score exceeded 100 from 7% of days in 1994 to 3% of days in 2001.”
29. ↑  „Taiwan Country Analysis Brief”. United States Department of Energy. август 2005. Архивирано из оригинала 2. 2. 2007. г. „Taipei has the most obvious air pollution, primarily caused by the motorbikes and scooters used by millions of the city's residents.”
30. ↑  Tso, Chunto (јул 2003). „A Viable Niche Market–Fuel Cell Scooters in Taiwan” (PDF). International Journal of Hydrogen Energy. 28: 757—762. doi:10.1016/S0360-3199(02)00245-8. Архивирано из оригинала (PDF) 06. 05. 2017. г. Приступљено 10. 09. 2020. „In Taiwan's cities, the main source of air pollution is the waste gas exhausted by scooters, especially by the great number of two-stroke engine scooters.”
31. ↑  Chiu, Yu-Tzu (26. 1. 2005). „Forests in Taiwan jeopardized by acid rain: EPA”. Taipei Times. Архивирано из оригинала 24. 01. 2021. г. Приступљено 10. 09. 2020.